# Піонерія (кіножурнал)
«Піонерія» — перший радянський дитячий кіножурнал, що почав виходити на «Союзкінохроніці» в 1931 році. Був присвячений життю радянських школярів, висвітлював діяльність Всесоюзної піонерської організації імені Леніна. Останній випуск вийшов на ЦСДФ 1987 року.

## Опис
Кіножурнал «Піонерія» почав виходити спочатку у німому, а пізніше у звуковому варіанті. Ініціатором його створення була Арша Ованесова у співдружності із редактором Любов'ю Перцовою. На середину 1950-х гг. Ованесовою було знято близько дві сотні випусків.У 1970—1980-ті роки випуски виходили щомісяця. Над зйомкою сюжетів для кіножурналу у різний час працювали радянські сценаристи та режисери.

## Критика
Не надо показывать маленькому зрителю холодный чужой ему материал, но и не надо пригибаться к этому зрителю и лепетать над его ухом голубые слова. Нужно найти какое-то весёлое равенство, чувство товарищества со зрителем — и тогда киножурнал «Пионерия» будет по-настоящему хорошим.
— Татьяна Тэсс, «Правда» 14 декабря 1931